# Stange-Schelfeis
Koordinaten: 73° 15′ S, 76° 30′ W
Das Stange-Schelfeis ist ein Schelfeis vor der English-Küste im westantarktischen Ellsworthland. Es wird im Osten durch die Spaatz-Insel, im Nordwesten durch die Smyley-Insel und im Westen durch die Eismassen des Carroll Inlet begrenzt.
Das UK Antarctic Place-Names Committee benannte es 1985 in Verbindung mit der Benennung des Stange-Sunds nach Henry Stange, einem Unterstützer der US-amerikanischen Ronne Antarctic Research Expedition (1947–1948).